# Loránd Eötvös
Loránd Eötvös de Vásárosnamény (n. 27 iulie 1848, Buda, Imperiul Austriac – d. 8 aprilie 1919, Budapesta, Republica Sovietică Ungaria) a fost un fizician maghiar, cunoscut pentru studiile sale în domeniul gravitației (a efectuat așa-numitul experiment Eötvös) și legate de dependența de temperatură a tensiunii superficiale.
A fost fiul politicianului liberal József Eötvös (1813-1871).
Universitatea din Budapesta Concursul de Matematică Loránd Eötvös,și Craterul Eötvös de pe Lună îi poartă numele.

## Viața
Născut în 1848, anul Revoluției maghiare, Eötvös a fost fiul Baronului József Eötvös de Vásárosnamény (1813–1871), un poet, scriitor și politician liberal cunoscut, care era ministru de cabinet la acea vreme, și a jucat un rol important în viața intelectuală și politică maghiară din secolul al XIX-lea. Mama sa a fost nobilă maghiară doamnă Agnes Rosty de Barkócz (1825–1913), membră a ilustrei familii de nobili Rosty de Barkócz care a provenit inițial din comitatul Vas, și prin aceasta, el a coborât din familia Perneszy, veche familie nobiliară medievală maghiară, care s-a stins în secolul al XVIII-lea. Unchiul lui Loránd a fost Pál Rosty de Barkócz (1830–1874) fost nobil maghiar, fotograf, explorator, care a vizitat Texas, New Mexico, Mexic, Cuba și Venezuela între 1857 și 1859.
Loránd Eötvös a studiat mai întâi dreptul, dar în curând a trecut la fizică și a plecat în străinătate pentru a studia în Heidelberg și Königsberg. După ce și-a obținut doctoratul, a devenit profesor universitar la Budapesta și a jucat un rol important în știința maghiară timp de aproape o jumătate de secol. El a câștigat recunoașterea internațională mai întâi prin munca sa inovatoare asupra capilarității, apoi prin metodele sale experimentale rafinate și studiile sale extinse de teren în gravitație.
Eötvös este amintit astăzi pentru activitatea sa experimentală asupra gravitației, în special studiul său privind echivalența gravitațională și inerțială masa (așa-numitul principiu de echivalență slabă) și studiul său asupra gradientului gravitațional⁠(en)[traduceți] de pe suprafața Pământului. Principiul echivalenței slabe joacă un rol important în teoria relativității iar experimentul Eötvös a fost citat de Albert Einstein în lucrarea sa din 1916 Fundația Teoriei Generale a Relativității. Măsurătorile gradientului gravitațional sunt importante în geofizică, ar fi localizarea zăcămintelor de petrol. CGS unitatea pentru gradientul gravitațional este denumită eotvos în onoarea sa.
Din 1886 până la moartea sa, Loránd Eötvös a cercetat și a predat la Universitatea din Budapesta care în 1950 a fost redenumită după el (Universitatea Eötvös Loránd)".
Eötvös este înmormântat în Cimitirul Kerepesi din Budapesta, Ungaria.